# Polyrhachis rotumana
Polyrhachis rotumana är en myrart som beskrevs av Wilson och Taylor 1967. Polyrhachis rotumana ingår i släktet Polyrhachis och familjen myror. Inga underarter finns listade i Catalogue of Life.